# Haarlem
Haarlem är en kommun och huvudort i den nederländska provinsen Nordholland. Staden har en yta på 32,11 km² och en befolkning på 155 105 invånare (2014).
Staden är belägen vid floden Spaarne i regionen Kennemerland och är en av de medelstora städerna i Randstad, den mer eller mindre nästan sammanvuxna storstadsregionen i den centrala delen av landet. Till kommunen hör staden Haarlem och de västra delarna av byn Spaarndam. Kommunen är den näst största staden i Noord-Holland efter Amsterdam, och tionde största i Nederländerna.
Första gången stadens namn nämns är i ett dokument från 900-talet. 1245 fick Haarlem stadsprivilegier av Vilhelm II av Holland och mot medeltidens slut hade staden blivit en av de mest betydande städerna i Holland. Under åren 1559–1571 och åter från 1853 framåt har Haarlem varit biskopssäte. Fadrique Álvarez de Toledo, 4:e hertig av Alba erövrade staden 12 juli 1573. 1577 övergick Haarlem till Vilhelm I av Oranien. Under 1600-talet utvecklades staden industriellt, främst inom textilområdet, och kulturellt blev den ansedd som en målarstad, hem åt Haarlem skolan.
Haarlem har fått tillnamnet Bloemenstad eftersom centrum för blomsterodlingar och export av blomsterlökar, framför allt tulpaner, finns här.
Staden har givit namn till stadsdelen Harlem i New York i USA.
I Haarlem finns katedralen Grote Kerk Sint Bavo invid Grote Markt, Frans Hals-museet och Amsterdamse Poort som är den gamla stadsporten och Haarlems enda kvarvarande del av stadsmuren.
Laurens Janszoon Coster, cirka 1370–1440, som av nederländarna anses vara boktryckarkonstens fader, står staty på Grote Markt framför huset där han anses bott .
1839 öppnade den första järnvägen mellan Haarlem och Amsterdam och 1891 spelades den första internationella bandymatchen mellan Bury-on-Fen och Haarlem.

## Personer från Haarlem
- Hannie Schaft (1920–1945), motståndskämpe
- Jordy Clasie (1991–), fotbollsspelare

## Externa länkar

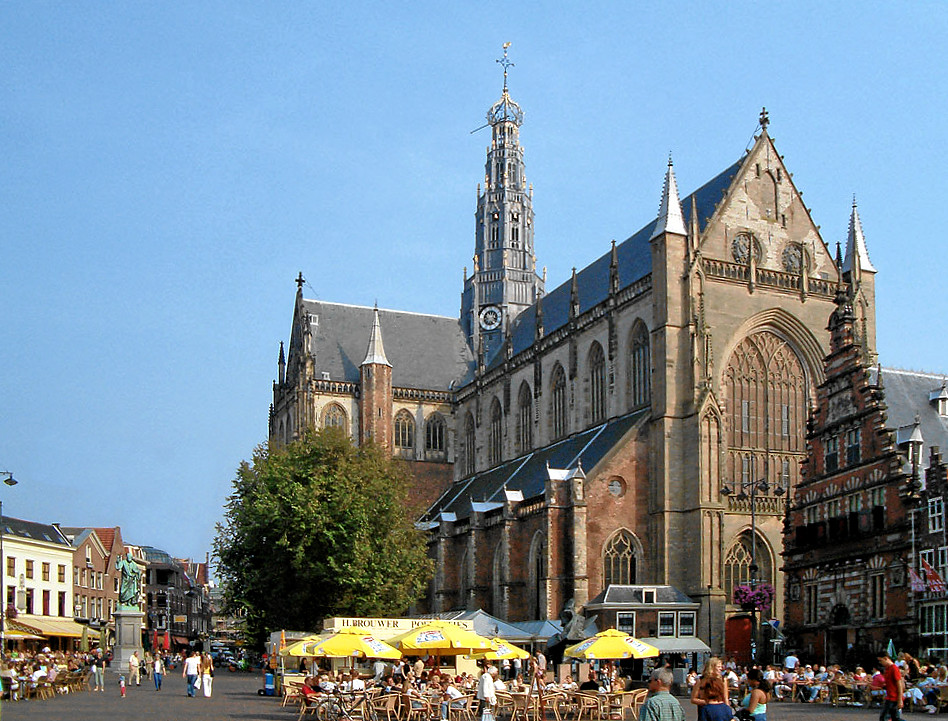
Grote Markt, stora marknadstorget i Haarlem framför Grote Kerk.

## Vänorter
- Angers, Frankrike